# HD 63922
HD 63922，又名CD-46 3458，SAO 219035、HR 3055，是一颗恒星，视星等为4.11，位于銀經260.18，銀緯-10.19，其B1900.0坐标为赤經7h 46m 11.4s，赤緯-46° -10.19′ 16″。